# 郁離子
《郁离子》是明朝大臣劉基（刘伯温）的文集。郁，有文采的样子；离，八卦之一，代表火；郁离，就是文明的意思；其谓“天下后世若用斯言，必可抵文明之治」，意謂天下後世若能採用書中的主張，必能使國家達到昌盛文明的境地。書中的「郁離子」是刘伯温的化身。
帥氣负，后来被夺去兵权，遂弃官归隐家乡青田山中，发愤而著《郁离子》。书成不久，他即出山离家，成为朱元璋的亲信、谋士，协助朱元璋建立了统一的明王朝。
《郁离子》不仅集中反应了作为政治家的刘伯温治国安民的主张，也反映了他的人才观、哲学思想、经济思想、文学成就、道德为人以及渊博学识。在写作《郁离子》的过程中，刘伯温的整个思想体系，尤其是对社会、政治方面的看法及主张更加成熟，也更加系统。書中所言包羅萬象，並大量運用寓言筆法，其精巧的構思，不僅意蘊深刻，而且妙趣橫生，給人耳目一新之感。